# کولانوویتسه
کولانوویتسه (به لهستانی:  Kolanowice) یک روستا در لهستان است که در گمینا ووبنگانه واقع شده‌است.
 کولانوویتسه  ۵۰۰ نفر جمعیت دارد.